# Остермайер, Томас
Томас Остермайер (нем. Thomas Ostermeier; род. 3 сентября 1968, Зольтау, Нижняя Саксония, ФРГ) — немецкий театральный режиссёр.

## Биография
В 1992—1996 учился на режиссёрском отделении берлинской Высшей школы театрального искусства «Эрнст Буш». В 1993—1994 годах — ассистент и актер у Манфреда Карге в Веймаре и в «Берлинер ансамбль». С 1996 по 1999 возглавлял студию «Барак» (Baracke) при Немецком театре в Берлине.
С сентября 1999 года — режиссёр и художественный руководитель берлинского театра «Шаубюне».
В 2004 был приглашённым художественным руководителем Авиньонского фестиваля.

## Постановки
- 1994 — «Барабаны в ночи» Б. Брехта
- 1995 — «Незнакомка» Александра Блока (по системе биомеханики Мейерхольда)
- 1996 — «Поиски Фауста/Арто» (Берлин)
- 1997 — «Что тот солдат, что этот» Б. Брехта
- 1997 — «Ножи в курах» Д. Харроуэра. Студия «Барак».
- 1998 — «Сузуки 1», «Сузуки 2» Алексея Шипенко. Студия «Барак».
- 1998 — «Shopping & Fucking» М. Равенхилла. Студия «Барак».
- 1999 — «Синяя птица» М. Метерлинка
- 2000 — «Жажда» Сары Кейн, «Шаубюне»
- 2001 — «Супермаркет» Биляны Срблянович, Вьенский фестиваль
- 2002 — «Сильный род» М. Фляйсер. «Каммершпиле» (Мюнхен)
- 2002 — «Девушка на софе» Й. Фоссе
- 2002 — «Нора» Г. Ибсена. «Шаубюне».
- 2004 — «Лулу» Франка Ведекинда. «Шаубюне».
- 2005 — «Гедда Габлер» Г. Ибсена. «Шаубюне».
- 2006 — «Сон в летнюю ночь» по мотивам Шекспира (в соавторстве с хореографом Констанцией Макрас). «Шаубюне».
- 2003 — «Войцек» Г. Бюхнера. «Шаубюне».
- 2004 — «Дискосвиньи» Э. Уолша. Авиньонский фестиваль
- 2006 — «Траур — участь Электры» Юджина О’Нила, «Шаубюне».
- 2007 — «Кошка на раскаленной крыше» Теннесси Уильямса. «Шаубюне».
- 2008 — «Гамлет» У. Шекспира.
- 2009 — «Йун Габриель Боркман» Г. Ибсена.
- 2009 — «Сюзн» Герберта Ахтернбуша
- 2010 — «Демоны» Л. Норена. «Шаубюне».
- 2010 — «Отелло» У. Шекспира
- «Огнеликий» М. фон Майенбурга. «Дойчес Шаушпильхаус» (Гамбург)
- «Перед восходом солнца» Г. Гауптмана. «Каммершпиле» (Мюнхен)
- «Замужество Марии Браун» по одноименному фильму Р. В. Фассбиндера. «Каммершпиле» (Мюнхен)
- «Строитель Сольнес» Г. Ибсена. Бургтеатр (Вена)
- 2016 — «Ричард III» У. Шекспира «Шаубюне» (спектакль участник фестиваля в Авиньёне)

## Фильмы
- 2009 — «Без грима. Томас Остермайер». Документальный фильм, Германия, 15 мин 22 сек. Сценарий и режиссура: Йоханна Шикентанц. Производство: Euro Kultur-TV, ZDFtheaterkanal, ZDF. Серия: «Без грима». Премьера 1 мая 2009 года на ZDFtheaterkanal.[2]
- 2016 — «Томас Остермайер. На сцене, как в настоящей жизни» (оригинальное название: Thomas Ostermeier, insatiable théâtre). Документальный фильм, Франция, 56 мин 26 сек. Сценарий и режиссура: Жереми Кювилье. Производство: arte France, Compagnie des Indes. Премьера 17 июля 2016 года на канале Arte.[3]

## Премии
- 2000 — Премия союза театров Европы «Европа-театру» в номинации «Новая театральная реальность» (Таормина)
- 2002 — Herald Angel Award
- 2003 — премия Нестроя

## Общественная позиция
Выступал в защиту арестованного Кирилла Серебренникова в рамках «дела Седьмой студии»:
«Не знаю, слышали ли вы, но именно я запустил петицию в защиту Кирилла. Когда почти 2 года назад он оказался под домашним арестом, мы вместе с друзьями — Кейт Бланшетт, Мариусом фон Майенбургом, Саймоном Макберни и Робером Лепажем запустили петицию с защиту Кирилла. Вы до сих пор можете ее найти. Я пристально слежу и пытаюсь помочь моему другу Кириллу.»